# Xyloryctes thestalus
Xyloryctes thestalus är en skalbaggsart som beskrevs av Bates 1888. Xyloryctes thestalus ingår i släktet Xyloryctes och familjen Dynastidae. Inga underarter finns listade i Catalogue of Life.